# 닻

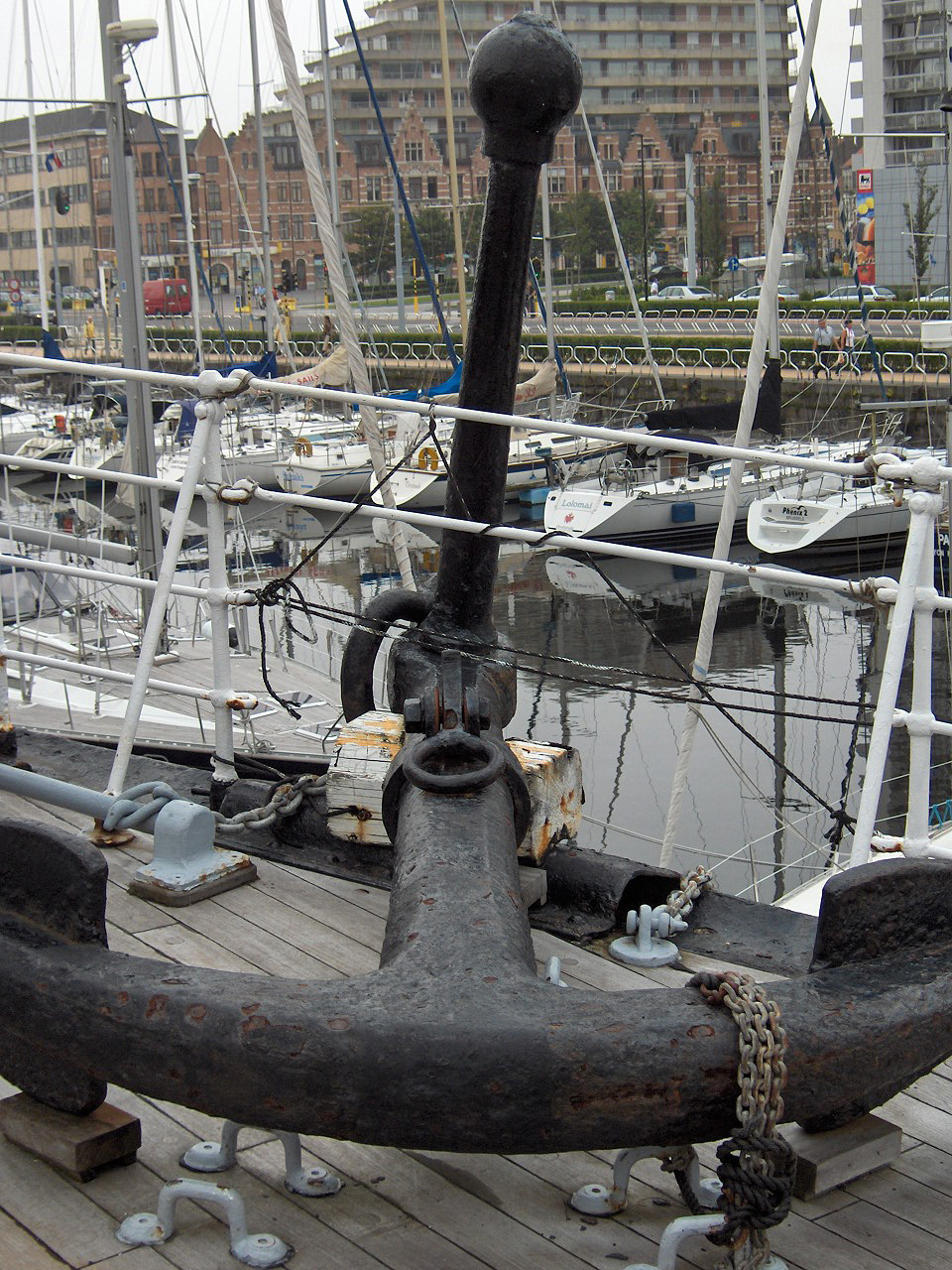
선박에 달린 닻의 모습.

닻이란 선박을 한 곳에 머물게 하기 위하여 줄을 매어 물 밑바닥으로 가라앉히는 갈고리가 달린 제구이다. 철이나 강철로 만든다. 또한 닻은 배에 묶여 있는 '닻줄'이라는 로프나, 쇠사슬의 끝에 달려 있다.
닻은 선박이 바람이나 조류로 인해 표류하는 것을 방지하기 위해 선박을 수역 바닥에 고정하는 데 사용되는 일반적으로 금속으로 만들어진 장치이다.
닻은 임시적이거나 영구적일 수 있다. 영구식 닻은 계류를 만드는 데 사용되며 거의 움직이지 않는다. 일반적으로 이동하거나 유지 관리하려면 전문 서비스가 필요하다. 선박에는 디자인과 무게가 다른 하나 이상의 임시용 닻이 있다.
해양용 닻은 해저와 접촉하지 않는 항력 장치로, 물에 대한 선박의 표류를 최소화하는 데 사용된다. 드로그(Drogue)는 뒤따르는 바다나 추월하는 바다에서 폭풍이 몰아치기 전이나 부서지는 바다에서 바를 건널 때 선박의 속도를 늦추거나 조종하는 데 사용되는 항력 장치이다.

## 참고 문헌
- 이 문서에는 다음커뮤니케이션(현 카카오)에서 GFDL 또는 CC-SA 라이선스로 배포한 글로벌 세계대백과사전의 내용을 기초로 작성된 글이 포함되어 있습니다.